# 大下龍介
大下 龍介（おおしも りゅうすけ、1936年（昭和11年）7月5日 - ）は、広島県広島市出身の実業家。福屋社長、広島経済同友会代表幹事などを務めた。

## 経歴
1936年（昭和11年）7月5日広島市安佐南区で生まれる。9歳のとき祇園国民学校（現：広島市立祇園小学校：爆心地から約5km）で原爆に被爆。1955年修道高等学校を卒業したのち、慶應義塾大学法学部を卒業。1970年に取締役として広島市の大手百貨店である株式会社福屋入社。その後常務取締役などを経て1980年代表取締役社長に就任。1992年から1995年まで広島経済同友会代表幹事を務めた。2008年社長を退き代表取締役会長に就任。
2012年（平成24年）2月に、日本棋院より、第41回大倉喜七郎賞を受賞される。